# Cadogan Hall

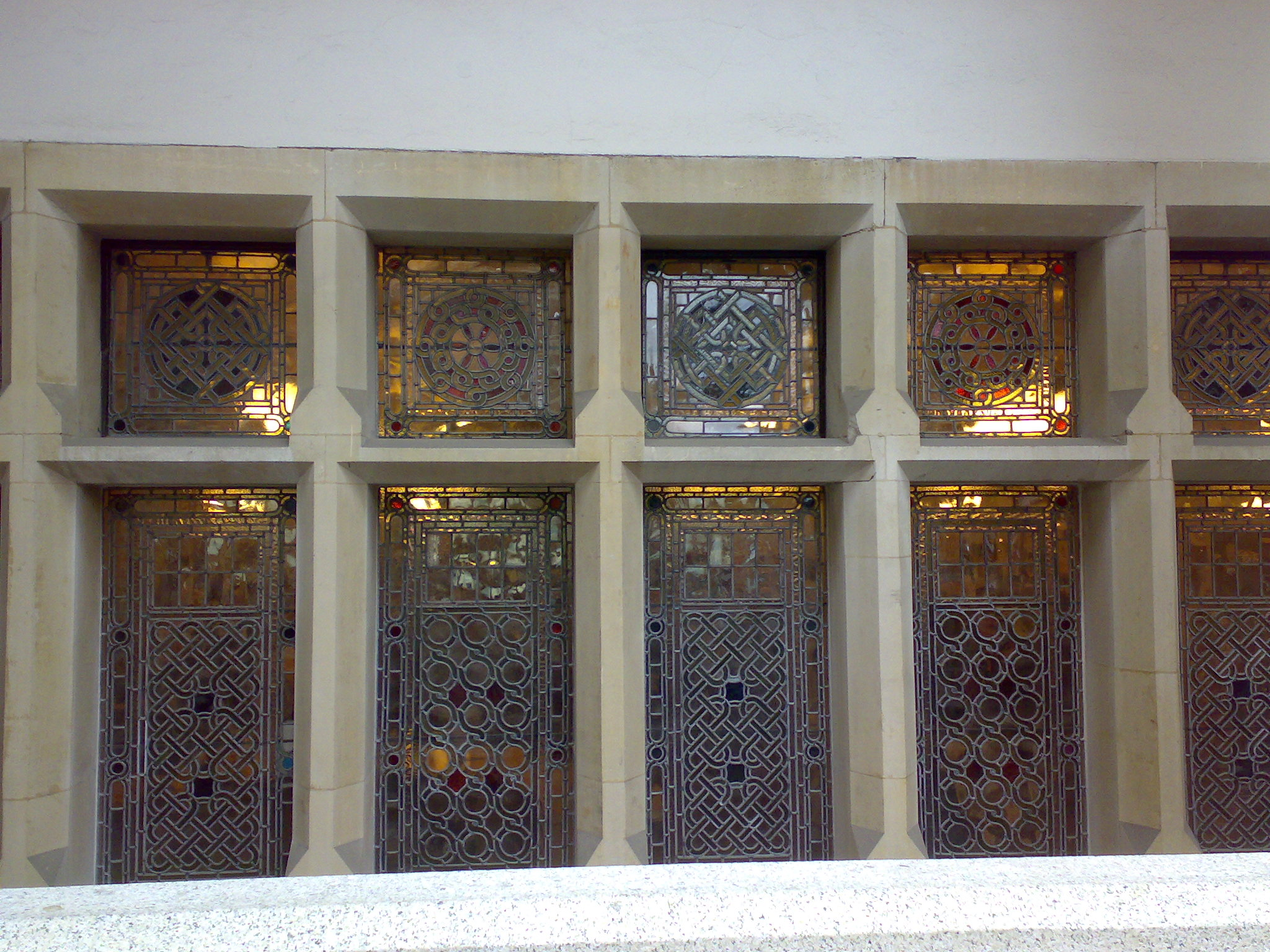
La sala è nota per le sue vetrate colorate

La Cadogan Hall di Londra (quartiere di Chelsea) è una delle più prestigiose sale da concerto d'Europa.

## Storia
La Cadogan Hall venne costruita tra il 1904 ed il 1908 dall'architetto Robert Fellowes Chisholm ed adibita a chiesa cristiana (chiusa nel 1996 per il calo di praticanti). Solo nel 2000, dopo un periodo di abbandono, l'edificio venne recuperato ed adibito, grazie ai fondi (decine di milioni di sterline per l'acquisto dell'area) del Conte Cadogan (la cui famiglia ha grandi proprietà a Chelsea) a sala da concerto ricavando all'interno il palcoscenico (il solo restauro costò 7,5 milioni di sterline, sempre forniti dai Cadogan). La Cadogan Hall è la più recente sala londinese ed è stata inaugurata nel 2004.

## La Cadogan Hall e la Royal Philharmonic Orchestra
Nel 2006, in occasione del 60º anniversario della sua fondazione, la Royal Philharmonic Orchestra è divenuta resident orchestra della Cadogan Hall. La sala si distingue per la sua superba acustica e per l'intima atmosfera. La Cadogan Hall ospita durante l'anno molti tra i più importanti solisti ed orchestre sinfoniche del panorama musicale mondiale.